# 一場聲音的戰爭：300
《一場聲音的戰爭：300》為韓國tvN於2018年8月31日推出的音樂綜藝節目，由姜鎬童主持。節目形式是由8位歌手與300名觀眾組成8個隊伍，展開大合唱舞台對決，勝出隊伍將能獲得一億韓元獎金。。節目後公開表演舞台音源，《tvN 300 x NC 피버뮤직》。

2019年5月3日推出第二季，由姜鎬童主持、Boom和神童作為“群唱精靈”輔助主持。本季每期只有一組音樂人出演，更加集中于与300名粉絲一起的群唱表演，在成功合唱的瞬間带來感動和戰栗。

## 節目形式

### 第一季
- 節目總監權成旭PD表示：「我們本來就有著讓人覺得『這不是大合唱民族嗎？』程度的過人的興致與熱情，因此國內歌手們的演唱會上，才會出現因為粉絲們的大合唱而感動的場面，能代表韓國的不同風格的歌手們與300名粉絲們一起打造的歌聲戰爭，預計能為大家帶來新的感動，請大家多多期待。」[6]
- 節目會邀請負責評價的專家評審，為隊伍加油打氣的應援團。
- 節目總監權成旭PD表示：「一想到八組歌手與300名粉絲、MC 姜虎東一起打造的舞台，現在已經感到很興奮，他們將會帶來掃走夏日炎熱感的舞台，請多多期待。」[7]
- 製作組表示，在邀請姜虎東擔任 MC 的時候，他在聽到節目企劃意圖後，說道：「最近在一場演唱會上，看到觀眾們跟著愉快的音樂節奏熱情地大合唱，很自然地讓人感到心跳加速，透過八組歌手與大合唱所打造的《300》舞台，希望能讓大家也像我般感受到那種感覺，我感到非常期待。」
- 這八組分別擅長演歌、R&B、Rap、抒情歌、舞曲⋯⋯等各種領域的歌手團體，將和 300 人組成的「大合唱團」一起為高達一億韓元的獎金展開對決。[8]
- 每集節目後，公開表演舞台音源，《tvN 300 x NC 피버뮤직》 。

### 第二季
- 回歸的第二季節目在懸念設計，互動參與以及舞台呈現上都進行了多维升級，體現了粉絲經濟下打歌的進階式玩法。
- 升级了增設劇情式懸念，與粉絲的強互動性，和強震撼力的合租舞台。
- 每期只集中於一組明星嘉賓，以公演前10小時的準備時間为倒敘。
- 和第一季兩組音樂人上演1vs1對決形式不同，本季每期只有一組音樂人出演，更加集中於300名粉絲的群唱表演，並加入了公益性質。
- 節目組會按人頭數捐款，每人1萬韓元。若300名粉絲都出席，節目組將會以300萬韓元善款翻倍捐出。

## 藝人評審

### 第一季
- 金亨錫
- 金伊娜
- Lia Kim 리아킴
- 文佳菲 Gabi Moon 문가비
- 許參 Heo Cham 허참
- 尹尚

## 出演歌手

### 第一季 2018年
| 集數 | 放送日期 | 嘉賓                                     |
| ---- | -------- | ---------------------------------------- |
| EP1  | 8月31日  | VV:D（Loco、Gray）、UV（俞世潤、Muzie）  |
| EP2  | 9月7日   | Weki Meki、金蓮子                        |
| EP3  | 9月14日  | iKON、輝晟                               |
| EP4  | 9月21日  | 尹敏洙（Vibe）、Lovelyz                  |
| EP5  | 9月28日  | 輝晟、尹敏洙（Vibe）、VV:D（Loco、Gray） |

### 第二季 2019年
| 集數 | 放送日期 | 嘉賓               |
| ---- | -------- | ------------------ |
| EP1  | 5月3日   | TWICE              |
| EP2  | 5月10日  | Norazo             |
| EP3  | 5月17日  | K.Will             |
| EP4  | 5月24日  | MAMAMOO            |
| EP5  | 5月31日  | SEVENTEEN          |
| EP6  | 6月7日   | 金鍾辰（春夏秋冬） |
| EP7  | 6月14日  | 洪真英             |
| EP8  | 6月21日  | Red Velvet         |

## 每集內容

### 第一季
- 歌手 (應援團長)：曲目

EP 01：
- Loco & Gray (Sleepy、韓熙俊)： 我不是你所知道的我 & 無禮地（勝出）
- UV (李世英、張文福)：執行就愛

EP 02：
- 金蓮子 (張東民、金東炫)：Amor Fati - DJ Koo Remix（勝出）
- Weki Meki (朴聖光、劉在煥)：红霞

EP 03：
- iKON ( 張度練、李尚勳)：Love Scenario & B-Day
- 輝晟 (金浩英 、李國主)：失眠症（勝出）

EP 04：
- 尹敏洙 ( 權赫秀、 康男)：酒啊（勝出）
- Lovelyz (李龍真、李真浩)：Ah-Choo

EP 05：
- 輝晟 ( 金浩英、李國主 )：心冷的言語 & 連結婚都想過了
- 尹敏洙 (金智珉、李尚勳)：All You Need Is Love（勝出）
- 金蓮子 (劉在煥 、 張文福)：I wanna be a Celeb
- Loco & Gray (Sleepy 、韓熙俊)：I′m fine & Respect

## 收視率
以下紀錄《一場聲音的戰爭：300》節目收視，收視最低的集數以藍色表示，收視最高的集數以紅色表示，而空格則表示該集的收視沒有相關數據。

### 第一季
| 集數 | 播出日期   | AGB尼爾森收視率 | AGB尼爾森收視率 | AGB尼爾森收視率 | AGB尼爾森收視率 |
| 集數 | 播出日期   | 大韓民國 (全國) | 排行            | 排行            | 首爾 (首都圈)   |
| 集數 | 播出日期   | 大韓民國 (全國) | 所有節目        | 綜藝節目        | 首爾 (首都圈)   |
| ---- | ---------- | --------------- | --------------- | --------------- | --------------- |
| 1    | 2018/08/31 | 1.162%          | 18              | 5               |                 |
| 2    | 2018/09/07 | 1.130%          | 17              | 4               |                 |
| 3    | 2018/09/14 | 1.018%          | 17              | 6               |                 |
| 4    | 2018/09/21 | 0.869%          | 35              | 8               |                 |
| 5    | 2018/09/28 | 1.097%          | 14              | 6               |                 |

### 第二季
| 集數 | 播出日期   | AGB尼爾森收視率 | AGB尼爾森收視率 | AGB尼爾森收視率 | AGB尼爾森收視率 |
| 集數 | 播出日期   | 大韓民國 (全國) | 排行            | 排行            | 首爾 (首都圈)   |
| 集數 | 播出日期   | 大韓民國 (全國) | 所有節目        | 綜藝節目        | 首爾 (首都圈)   |
| ---- | ---------- | --------------- | --------------- | --------------- | --------------- |
| 1    | 2019/05/03 | 0.981%          | 20              | 7               |                 |
| 2    | 2019/05/10 | 1.064%          | 21              | 7               |                 |
| 3    | 2019/05/17 | 1.156%          | 14              | 8               |                 |
| 4    | 2019/05/24 | 1.197%          | 14              | 6               | 1.478%          |
| 5    | 2019/05/31 | 0.854%          | 46              | 9               |                 |
| 6    | 2019/06/07 | 0.737%          | 44              | 9               |                 |
| 7    | 2019/06/14 | 1.635%          | 7               | 5               | 1.496%          |
| 8    | 2019/06/21 | 0.864%          | 29              | 7               |                 |